# 加斯科因鎮區 (北達科他州鮑曼縣)
加斯科因鎮區（英語：Gascoyne Township）是位於美國北達科他州鮑曼縣的一個鎮區。

## 地方資料
加斯科因鎮區的面積為92.04平方千米，當中陸地面積為91.89平方千米，而水域面積為0.15平方千米。根據2010年美國人口普查的數據，當地共有人口13人，而人口密度為每平方千米0.14人。